# Teoria decyzji
Teoria decyzji – zbiór teorii dotyczących metod wyboru optymalnego działania.
Stanowi wspólny obszar zainteresowań wielu różnych dziedzin nauki, obejmujący analizę i wspomaganie procesu podejmowania decyzji. Korzystają z niej i rozwijają ją: kognitywistyka, matematyka, statystyka, psychologia, socjologia, ekonomia, zarządzanie, filozofia, informatyka oraz medycyna.
W ten sposób możemy wyróżnić:
- klasyczną inżynieryjną teorię decyzji – która szuka rozwiązań optymalnych/najlepszych w dziedzinie dobrze sformalizowanej, tzw. well defined problems,
- kognitywistyczne teorie decyzji – które szukają rozwiązań wystarczających/skutecznych dla tzw. real world problems i ill defined problems.

Klasyczna teoria decyzji zajmuje się:
- analizą decyzji – rozpatruje się konkretny przypadek decyzji podjętej przez osobę lub grupę osób. Analiza polega na wyznaczeniu decyzji optymalnej oraz, jeśli podjęta decyzja nie była optymalna, znalezieniu przyczyn pomyłki.
- wspomaganiem decyzji – próbą wyznaczenia rozwiązania najlepszego przy danym zasobie wiedzy i informacji o możliwych konsekwencjach. Dotyczy to również podejmowania decyzji grupowych.

## Jakie decyzje potrzebują teorii?
Metody teorii decyzji wykorzystuje się wszędzie tam, gdzie podjęcie decyzji jest z pewnych powodów trudne.
Przykładowo przyczynami mogą być:
- duża liczba możliwych wariantów – np. wybór najlepszego kandydata na dane stanowisko
- skomplikowana sytuacja decyzyjna – np. opracowanie takich tras i rozkładów jazdy autobusów, aby zapewnić wysoki poziom obsługi przy jak najniższym koszcie
- możliwość wysokich korzyści lub dużych strat – np. wybór sposobu ulokowania oszczędności
- skomplikowany proces decyzyjny – np. podejmowanie grupowych decyzji w dużych organizacjach
- waga problemu decyzyjnego – np. ustalenie okręgów wyborczych w wyborach

Z powyższych przykładów wynika, że metody teorii decyzji stosujemy wszędzie tam, gdzie koszt ich zastosowania może przynieść wymierne korzyści.

## Podejście normatywne i deskryptywne
Większość metod klasycznej teorii decyzji ma charakter normatywny, tzn. zajmuje się wyznaczeniem optymalnego rozwiązania przez idealnego decydenta, który całkowicie wykorzystuje dostępne mu informacje, wyznacza korzyści z perfekcyjną dokładnością i działa w pełni racjonalnie. Takie metody mają najczęściej ścisły związek z matematyką, statystyką, czy ekonomią. Celem jest wyznaczenie decyzji optymalnej, to znaczy przynoszącej największe korzyści lub minimalizującej stratę.
Ponieważ wiadomo, że ludzie zwykle nie postępują w optymalny sposób, istnieje również podejście deskryptywne, tzn. opisowe, opisujące typowe zachowania człowieka w danej sytuacji decyzyjnej. Takim podejściem zajmują się głównie psychologia, kognitywistyka i socjologia. Psychologia zwraca szczególną uwagę na przebieg procesów decyzyjnych w umyśle człowieka, badając wpływ cech osobowościowych na podejmowane decyzje, np. dobór subiektywnych kryteriów oceny poszczególnych wariantów, skłonność do ryzyka. Socjologia natomiast bada uwarunkowania społeczne: miejsce decydenta w organizacji, wpływ stylu kierowania organizacji, podejmowanie decyzji grupowych i związane z tym konflikty.

## Podstawowe pojęcia
Jak każda teoria, tak i teoria decyzji systematyzuje pojęcia związane z decyzjami.
Teoria decyzji zajmuje się sytuacją problemową (problem decyzyjny), w której podmiot (decydent), staje przed koniecznością wyboru jednego z przynajmniej dwóch wariantów działania (decyzji).
W pierwszym kroku należy ustalić cel i warunki ograniczające decyzję, w rezultacie buduje się zbiór decyzji dopuszczalnych. Wyodrębniamy wszystkie istotne kryteria oceny decyzji i dokonujemy oceny każdej decyzji na podstawie kryteriów. Następnie budujemy model decyzyjny, czyli sposób wybrania decyzji optymalnej lub wystarczającej.
Ze względu na posiadane informacje, możemy podzielić problemy decyzyjne na trzy grupy:
- decyzja podejmowana w warunkach pewności – każda decyzja pociąga za sobą określone, znane konsekwencje
- decyzja podejmowana w warunkach ryzyka – każda decyzja pociąga za sobą więcej niż jedną konsekwencję, znamy zbiór możliwych konsekwencji i prawdopodobieństwa ich wystąpienia
- decyzja podejmowana w warunkach niepewności – nie znamy prawdopodobieństw wystąpienia konsekwencji danej decyzji.

Podstawowe pojęcia związane z teorią decyzji:
- sytuacja decyzyjna
- problem decyzyjny
- model decyzyjny
- proces decyzyjny
- decydent
- decyzja
- przestrzeń decyzyjna
- kryterium oceny decyzji
- decyzja dopuszczalna
- decyzja optymalna
- warunek ograniczający decyzję
- pewność
- ryzyko
- niepewność
- stan natury

## Metody
Teoria decyzji w zasadzie nie jest jednolitą dziedziną nauki, jest to raczej zbiór metod wypracowanych przez różne dziedziny. Dokonując przeglądu metod i kierunków rozwoju teorii decyzji, nie należy zapominać o interdyscyplinarnym charakterze tego zagadnienia. Zastosowanie na przykład metod programowania liniowego, nie powinno przesłaniać psychologicznych i socjologicznych aspektów procesu decyzyjnego. Takie właśnie połączenie pozornie odległych dziedzin spowodowało w ostatnich latach gwałtowny rozwój różnych technik wspomagania decyzji.

### Podejście normatywne
W podejściu normatywnym dążymy do wyznaczenia optymalnej decyzji dla danego problemu decyzyjnego.
Jeśli decyzja jest podejmowana w warunkach pewności, mówimy o deterministycznych metodach teorii decyzji, natomiast niepewnością i ryzykiem zajmują się metody niedeterministyczne.
Większość metod zakłada, że idealny decydent działa w środowisku, w którym nie ma konkurentów, którzy mogliby wpłynąć na wynik decyzji lub stany natury. Takie rozważania są przedmiotem teorii gier.

#### Pewność
W przypadku, gdy znamy wszystkie możliwe konsekwencje wariantów decyzyjnych, wybór wariantu optymalnego sprowadza się do wyboru decyzji przynoszącej największe korzyści. W prostych przypadkach wybór wariantu jest trywialny, jeśli problem decyzyjny przyjmuje bardziej skomplikowaną postać, wykorzystuje się dział matematyki zwany badaniami operacyjnymi. W szczególności duże znaczenie mają następujące metody:
- programowanie matematyczne
  - programowanie liniowe
  - programowanie całkowitoliczbowe
  - programowanie zero-jedynkowe
  - programowanie celowe
  - programowanie kwadratowe
  - programowanie nieliniowe
  - programowanie dynamiczne
- zagadnienie transportowe
- algorytmy sieciowe
- zarządzanie projektem
  - CPM
  - PERT
  - diagram Gantta
- teoria zapasów
  - zagadnienie gazeciarza
- teoria kolejek
- łańcuch Markowa
- analiza szeregów czasowych
- metody obliczeniowe optymalizacji
  - metody konwencjonalne
    - bezgradientowe
    - gradientowe

  - metody optymalizacji globalnej
    - algorytm genetyczny
    - metoda symulowanego wyżarzania
    - metoda grupowania

Przypadkiem więcej niż jednego kryterium oceny decyzji zajmuje się dział teorii decyzji zwany wielokryterialną analizą decyzyjną.
Istnieją dwie główne definicje problemu wielokryterialnego w ramach wielokryterialnej analizy decyzyjnej:
1. Wielokryterialne podejmowanie decyzji (multiple criteria decision making, MCDM) – używane w amerykańskiej szkole naukowej
2. Wspomaganie decyzji wielokryterialnych (multiple criterial decision aid, MCDA) – najczęściej używane w Europie.

Metody te pozwalają na agregowanie wielu kryteriów dla rozwiązywania problemu wyboru rankingu sortowania lub opisania konkurujących alternatyw w różnych dziedzinach.

#### Ryzyko
W warunkach ryzyka konsekwencje każdej decyzji są określone przez rozkłady prawdopodobieństwa, dlatego do przypadków niedeterministycznych wykorzystujemy głównie metody teorii prawdopodobieństwa oraz statystyki. W szczególności wykorzystuje się następujące metody:
- kryteria podejmowania decyzji
  - kryterium Hurwicza (maksymaksowe)
  - kryterium Walda (maksyminowe)
  - kryterium Savage’a (minimaksowe)
  - kryterium Laplace’a
- drzewo decyzyjne
- wnioskowanie statystyczne

#### Niepewność
W przypadku niepewności klasyczne metody statystyczne zawodzą, gdyż nie jesteśmy w stanie określić rozkładów prawdopodobieństwa konsekwencji decyzji. Podejmowaniem decyzji w takich warunkach zajmuje się statystyka bayesowska.
Ogólnie przypadkami niedeterministycznymi (ryzyka i niepewności) zajmuje się statystyczna analiza decyzyjna i ostatnio kognitywistyka symboliczna.

### Podejście deskryptywne
Podejście deskryptywne zajmuje się opisem typowych zachowań ludzi w procesie decyzyjnym i wskazuje na czynniki mające wpływ na podjęcie ostatecznej decyzji.

#### Podejmowanie decyzji w psychologii i podejście kognitywistyczne
Podejście psychologiczne to próba wyjaśnienia nieracjonalności zachowań decydentów, wynikającej z pewnych cech osobowościowych lub sytuacji, w której znajduje się decydent. W szczególności rozpatruje się takie czynniki jak: asymetria pomiędzy zyskiem i stratą, poprzednie porażki, selektywna uwaga, podejmowanie decyzji w warunkach zewnętrznego obciążenia. Szczególnie silnie koncentruje się na zagadnieniach związanych ze skłonnością do podejmowania ryzyka.
Psychologiczna teoria decyzji jest szczególnie przydatna w obszarze, gdzie podejście normatywne zawodzi: przy decyzjach podejmowanych w warunkach niepewności, rozwinięto na ten temat teorię subiektywnej oczekiwanej użyteczności (SEU)
Teoria SEU zakłada, że podejmujący decyzje człowiek dąży do maksymalizacji użyteczności wyniku. Użyteczność rozumiana jest jako maksymalizacja szansy osiągnięcia celu. Zatem w teorii tej, decyzje podejmowane są ze względu na pewien zamierzony stan przyszłości, a wybór optymalnego wariantu opiera się na porównaniu przewidywanego skutku działania do tego stanu.
Alternatywne podejście proponują Kahneman i Tversky w wyróżnionej nagrodą Nobla teorii perspektywy. Ich zdaniem kryterium oceny wariantów nie jest porównanie z zakładanym stanem, do którego człowiek dąży, ale porównanie ze stanem obecnym. W takim ujęciu skutki decyzji mogą mieć charakter zysku lub straty. W zależności od tego, czy dany skutek jest zyskiem, wybory podejmowane są inaczej.
Podejście kognitywistyczne, koncentruje się na myślowym modelu podejmowania decyzji i meta-decyzji (ang. cognitive decision-making), i dotyczy zarówno człowieka, jak i robota. Podejście kognitywistyczne, ze względu na potrzeby komputerowych systemów wsparcia decyzyjnego zostało rozszerzone do tzw. inżynierii socjo-kognitywistycznej – Google.

#### Podejmowanie decyzji w socjologii
Podejście socjologiczne, podobnie jak psychologiczne, zajmuje się nieracjonalnością zachowań decydentów, ale wynikających z działania w ramach określonej grupy społecznej. Analizuje się na przykład różnice w procesie podejmowania decyzji w małych i dużych przedsiębiorstwach, administracji rządowej, organizacjach formalnych i nieformalnych. Z drugiej strony rozpatruje się także podejmowanie decyzji kolektywnych i czynniki warunkujące powstawanie takich decyzji (np. inicjatywy na rzecz ochrony środowiska).
Dużą rolę zarówno w teorii psychologicznej, jak i socjologicznej odgrywa szczególny rodzaj procesu decyzyjnego, jakim są negocjacje.

### Komputerowe wspomaganie decyzji
Gwałtowny rozwój technologii informatycznych spowodował, że systemy komputerowe zaczęły pełnić istotną rolę w procesach decyzyjnych, szczególnie tam, gdzie do podjęcia decyzji konieczne jest szybkie przetworzenie ogromnych ilości danych (np. w dużych przedsiębiorstwach) lub gdzie charakterystyka sytuacji decyzyjnej wymaga zastosowania skomplikowanych obliczeniowo modeli.
W licznych obszarach działalności różne kategorie systemów pełnią różne role:
- systemy transakcyjne – zadaniem tych systemów jest dostarczanie aktualnych informacji, potrzebnych do podejmowania decyzji na poziomie operacyjnym; systemy transakcyjne mogą również zasilać danymi systemy wyższego poziomu
- hurtownie danych – dostarczają zagregowanych informacji potrzebnych do podejmowania decyzji taktycznych i strategicznych
- systemy informowania kierownictwa – dostarczają z niższych systemów informacje przygotowane w sposób ułatwiający podejmowanie decyzji na najwyższych szczeblach kierowniczych (systemy raportujące, wizualizacyjne)
- systemy wspomagania decyzji – kategoria ta obejmuje dwa typy systemów:
  - systemy klasy business intelligence – systemy analityczno-decyzyjne w dużych organizacjach, zasilane z hurtowni danych lub bezpośrednio z systemów transakcyjnych, ekstrahują z dostarczonych informacji wiedzę wykorzystując bazę zaawansowanych modeli statystycznych, optymalizacyjnych czy algorytmy sztucznej inteligencji
  - specjalistyczne systemy decyzyjne – ich zadaniem jest ułatwienie korzystania z jednego lub kilku modeli, wykorzystywane najczęściej przez analityków lub do automatyzacji procesu decyzyjnego (np. w medycynie)
  - inteligentne systemy wsparcia decyzyjnego (IDSS – Intelligent Decision Support Systems), od lat 90., w stanie ciągłego rozwoju – zobacz Google, szczególnie w dziedzinach tzw. wysokiego ryzyka i wielkich infrastruktur krytycznych, np. dla operatorów sieci systemów energetycznych oraz dla zarządzania zagrożeniami (emergency) przemysłowymi i kataklizmami naturalnymi dużej skali. Takie systemy wymagają współpracy zespołów interdyscyplinarnych, wielu organizacji i zaawansowanych technologii systemowych, informatycznych, sztucznej inteligencji i modeli socjo-kognitywistycznych.